# 靳鹤岚
靳鶴嵐（1991年7月29日—），本名靳璽桐，字“鶴嵐”，毕业于中國北方曲藝學校。

## 经历
靳鶴嵐于2013年入科，2015年9月13日謝師，随“鶴”字科第二批謝师成为“二鶴”成员，和搭檔朱鶴松同為德云五队演員。

## 演出相關

#### 常駐综艺
| 首播日期 | 首播日期 | 電視臺   | 節目名稱             | 備註 |
| 2021年   | 1月24日  | 東方衛視 | 《歡樂喜劇人第七季》 | 助教 |

## 外部連結
- 靳鹤岚的新浪微博

| 从师   | 辈分   | 收徒 |
| 郭德綱 | 第九代 | —    |